# Chiche Atahaddak
Chiche Atahaddak, (arabe : شيش أتحداك) est une émission télévisée de téléréalité et de jeu télévisé algérienne de défis et d'aventures, créée par Kanzi Ben Aziza, produite par Ciné Rêve Production et diffusée depuis le 27 mai 2017 sur Télévision Algérienne, Canal Algérie and A3,. 

## Description
Chiche Atahaddak est un programme de 9 minutes qui combine l'observation et la philanthropie, destiné aux enfants malades. Le programme est basé sur la mise en avant de personnalités connues, devant relever un défi musculaire et montrer une force physique pour cette cause humaine,.

## Diffusion
| Payé    | Titre                         | langue         | Chaîne/ réseau        | diffusion originale | diffusion originale |
| Payé    | Titre                         | langue         | Chaîne/ réseau        | Première diffusion  | Dernier diffusion   |
| ------- | ----------------------------- | -------------- | --------------------- | ------------------- | ------------------- |
| Algérie | شيش أتحداك (Chiche Atahaddak) | Arabe algérien | Télévision Algérienne | 27 mai 2017         | TBA                 |
| Algérie | شيش أتحداك (Chiche Atahaddak) | Arabe algérien | A3                    | 27 mai 2017         | TBA                 |
| Algérie | شيش أتحداك (Chiche Atahaddak) | Arabe algérien | Canal Algérie         | 27 mai 2017         | TBA                 |